# Калоев, Фёдор Евдокимович
Фёдор Евдоки́мович Кало́ев (осет. Калоты Евдокимы фырт Фёдор; 17 февраля 1940, селение Весёлое, Моздокский район, Северная Осетия — 1983) — Заслуженный тренер РСФСР по вольной борьбе (1977), мастер спорта СССР.

## Биография
Родился 17 февраля 1940 года в селении Весёлое Моздокского района Северной Осетии - Алании. С 14 лет стал заниматься вольной борьбой, был многократным чемпионом Туркмении.
В 1961 году после окончания факультета физического воспитания и спорта Ашхабадского государственного педагогического института стал работать тренером.
Калоев подготовил десяток мастеров спорта, в том числе четыре мастера спорта Международного класса, среди которых чемпион Европы, бронзовый призёр Летних Олимпийских игр в Сеуле — Владимир Тогузов, чемпион Европы — Эльбрус Короев и заслуженный тренер РСФСР Аслан Алборов.
В 1983 году Калоев трагически погиб в автомобильной катастрофе.